# Olympische Sommerspiele 2016/Teilnehmer (Guam)
| Gelbes Symbol für Goldmedaillen mit stilisierten Olympischen Ringen | Graues Symbol für Silbermedaillen mit stilisierten Olympischen Ringen | Braundes Symbol für Bronzemedaillen mit stilisierten Olympischen Ringen |
| ------------------------------------------------------------------- | --------------------------------------------------------------------- | ----------------------------------------------------------------------- |
| —                                                                   | —                                                                     | —                                                                       |

Guam nahm an den Olympischen Spielen 2016 in Rio de Janeiro teil. Es war die insgesamt achte Teilnahme an den Olympischen Sommerspielen. Das Guam National Olympic Committee nominierte fünf Athleten in drei Sportarten.

## Teilnehmer nach Sportarten

### Leichtathletik
Laufen und Gehen 
| Athleten       | Wettbewerb | Runde 1         | Runde 1         | Halbfinale    | Halbfinale    | Finale        | Finale        | Rang |
| Athleten       | Wettbewerb | Zeit            | Rang            | Zeit          | Rang          | Zeit          | Rang          | Rang |
| -------------- | ---------- | --------------- | --------------- | ------------- | ------------- | ------------- | ------------- | ---- |
| Frauen         |            |                 |                 |               |               |               |               |      |
| Regine Tugade  | 100 m      | 12,52 s         | 68              | ausgeschieden | ausgeschieden | ausgeschieden | ausgeschieden | 68   |
| Männer         |            |                 |                 |               |               |               |               |      |
| Joshua Ilustre | 800 m      | disqualifiziert | disqualifiziert | –             | –             | –             | –             | –    |

### Schwimmen
| Athleten         | Wettbewerb  | Vorlauf     | Vorlauf | Halbfinale    | Halbfinale    | Finale        | Finale        | Rang |
| Athleten         | Wettbewerb  | Zeit        | Rang    | Zeit          | Rang          | Zeit          | Rang          | Rang |
| ---------------- | ----------- | ----------- | ------- | ------------- | ------------- | ------------- | ------------- | ---- |
| Frauen           |             |             |         |               |               |               |               |      |
| Pilar Schimizu   | 100 m Brust | 1:16,65 min | 38      | ausgeschieden | ausgeschieden | ausgeschieden | ausgeschieden | 38   |
| Männer           |             |             |         |               |               |               |               |      |
| Benjamin Schulte | 100 m Brust | 1:03,29 min | 43      | ausgeschieden | ausgeschieden | ausgeschieden | ausgeschieden | 43   |

### Radsport

#### Mountainbike
| Athleten         | Wettbewerb    | Zeit          | Rang          |
| ---------------- | ------------- | ------------- | ------------- |
| Männer           |               |               |               |
| Peter Lombard Il | Cross-Country | nicht beendet | nicht beendet |